# Тровање Алексеја Наваљног
Дана 20. августа 2020., руски опозициони лидер и антикорупцијски активиста Алексеј Наваљни отрован је нервним агенсом Новичок и као резултат тога, хоспитализован је у тешком стању. Током лета из Томска за Москву, позлило му је и након хитног слетања пребачен је у болницу у Омску, а затим је пао у кому. Два дана касније евакуисан је у болницу Шарите у Берлину у Немачкој. Употребу нервног агенса потврдило је пет сертификованих лабораторија Организације за забрану хемијског оружја (ОПЦВ). Лекари су 7. септембра објавили да су извели Наваљног из индуковане коме и да се његово стање побољшало. Отпуштен је из болнице 22. септембра 2020. ОПЦВ је саопштио да је инхибитор холинестеразе из групе Новичок пронађен у Наваљнијевој крви, урину, узорцима коже и његовој боци са водом. Истовремено, у извештају ОПЦВ је појашњено да је Наваљни отрован новом врстом новичока, која није уврштена на листу контролисаних хемикалија Конвенције о хемијском оружју.
Наваљни је оптужио председника Владимира Путина да је одговоран за његово тровање, али је Кремљ рекао да су оптужбе „потпуно неосноване“ и „увредљиве“. Кремљ је даље навео да је Наваљни радио за ЦИА. ЕУ и Велика Британија увеле су санкције због тровања Наваљног директору руске Федералне службе безбедности (ФСБ) Александру Бортникову, још пет високих руских званичника и Државном истраживачком институту за органску хемију и технологију (ГосНИИОКхТ). Како наводи ЕУ, тровање Наваљног је постало могуће „само уз сагласност Председничке извршне канцеларије“ и уз учешће ФСБ. Истрага Беллингцата и Инсајдера умешала је агенте ФСБ у тровање Наваљног.
Руски тужиоци су одбили да отворе званичну кривичну истрагу о тровању, тврдећи да нису нашли знаке да је злочин почињен, а Кремљ је негирао умешаност у тровање Наваљног.

## Позадина
Алексеј Наваљни је раније био нападнут хемијским супстанцама. Дана 27. априла 2017, Наваљног су напали непознати нападачи испред његове канцеларије у Фондацији за борбу против корупције који су му попрскали лице бриљантном зеленом бојом, вероватно помешаном са другим компонентама (погледајте напад Зељонке ). Рекао је да је изгубио 80 одсто вида на десном оку. Такође је рекао да његов доктор верује да је у течности друга корозивна супстанца и да "постоји нада" да ће изгубљени вид бити враћен. Такође је навео да је нападач био Александар Петрунко, човек за кога је тврдио да је имао везе са замеником председника Државне думе Петром Олеговичем Толстојем. Наваљни је оптужио Кремљ да је организовао напад.
Још један инцидент догодио се у јулу 2019, када је Наваљни ухапшен и затворен. 28. јула је хоспитализован са тешким оштећењем очију и коже. У болници му је дијагностикована алергијска реакција, иако је ову дијагнозу оспорила Анастасија Васиљева, један од његових личних лекара. Васиљева је довела у питање дијагнозу и сугерисала могућност да је стање Наваљног резултат "штетног дејства неодређених хемикалија". Дана 29. јула 2019, Наваљни је отпуштен из болнице и враћен у затвор, упркос приговорима његовог личног лекара који је довео у питање мотиве болнице.
У августу 2020., у данима који су претходили тровању, Наваљни је на свом Јутјуб каналу објављивао видео записе у којима је изразио подршку продемократским белоруским протестима 2020, који су покренути жестоко оспораваним председничким изборима у Белорусији 2020 . Наваљни је такође написао да ће се она врста „револуције“ која се дешава у суседној Белорусији ускоро догодити у Русији. Локални сајт вести Таига. Инфо је известио да је Наваљни током свог путовања по Сибиру спроводио истрагу, као и да се састајао са локалним кандидатима и волонтерима. На питање да ли је Наваљни припремао разоткривање непосредно пре него што се насилно разболео, савезница Наваљног, Љубов Собол, рекла је „Не могу да откријем све детаље, али Наваљни је био на радном путу. Није се опуштао у регионима“. Видео истрагу је касније објавио Наваљнијев тим 31. августа.
Претпоставља се да је Наваљни отрован у политички мотивисаном нападу као 'казна' за свој опозициони рад. Према Тхе Нев Иорк Тимес-у, стручњаци су изразили сумњу да ће агента Новицхок користити неко други, а не агент који спонзорише држава. Новинарка и заговорница људских права Ана Политковскаја, позната по својој критици Путина и свом извјештавању о Другом чеченском рату, разбољела се током лета да би извјештавала о опсади школе у Беслану 2004. након што је пила чај у очигледном покушају тровања. Касније је убијена 2006. 2018, активиста Pussy Riot-а Петар Верзилов хоспитализован је у Москви, а касније је неколико дана касније пребачен у болницу Шарите у Берлину на лечење које је организовала Фондација Цинема фор Пеаце након сумње на тровање, где су лекари у болници рекли да је „велика вероватноћа” да је отрован.
Према речима активисте Иље Чумакова, који је срео Наваљног заједно са другим присталицама дан пре његовог бекства, када су Наваљног питали зашто није мртав, он је рекао да његова смрт не би била од користи Путину и да ће га претворити у хероја.

## Тровање и лечење
Навалном је 20. августа 2020. позлило током лета из Томска за Москву и хоспитализован је у Градској клиничкој хитној болници бр. 1 у Омску ( Russian   ), где је авион принудно слетео. Промена његовог стања у авиону била је изненадна и насилна, а видео снимци показују како чланови посаде на лету јуре ка њему и Наваљни како гласно плаче.
Потом је његова портпаролка рекла да је у болници у коми и на респиратору. Она је рекла и да је Наваљни од јутра пио само чај и да се сумња да му је нешто додато у пиће. Болница је саопштила да је он у стабилном, али озбиљном стању, а након што је првобитно признао да је Наваљни вероватно отрован, заменик главног лекара болнице рекао је новинарима да је тровање "један од многих сценарија" који се разматрају. Иако су лекари у Русији првобитно сугерисали да пати од метаболичког поремећаја изазваног ниским шећером у крви, касније су изјавили да је највероватније био отрован антипсихотицима или неуролептицима и да су пронађене индустријске хемикалије као што је 2-етилхексил дифенил фосфат. Чинило се да фотографија на друштвеним мрежама коју је направио један присталица приказује Навалног како пије чај у кафићу на аеродрому у Томску, где је новинска агенција Интерфакс известила да власници кафића проверавају снимке ЦЦТВ-а да виде да ли се може обезбедити било какав доказ.
До поподнева, Навалнијева супруга Јулија стигла је у болницу из Москве. Са собом је довела личну лекарку Наваљног, Анастасију Васиљеву. Власти су, међутим, у почетку одбиле да их пусте у просторију. Тражили су доказ у виду венчаног листа да је Јулија заиста његова жена. Изнајмљени авион који је платила Фондација Цинема фор Пеаце послат је из Немачке да евакуише Наваљног из Омска на лечење у Цхарите у Берлину. Отприлике 31 сат након појаве симптома, лекар из немачког тима је добио кратак приступ Алексеју Наваљном и забележио је брадикардију, хипотермију (34,4 °C) и широке зенице које не реагују на светлост. Према речима немачких лекара, Наваљни је био под седативима пропофолом, и то је био једини очигледан лек који је даван у то време. Лекари који су га лечили у Омску су првобитно изјавили да је превише болестан да би био транспортован али су га касније пустили, а он је стигао у Берлин 22. августа. Александар Мураховски, главни лекар болнице у Омску, рекао је на конференцији за новинаре 24. августа да су му спасили живот и да у његовом организму нису нашли никакве трагове отрова; он је такође рекао да лекари у болници нису били под притиском од стране руских званичника. Лекари који су га лечили у Цхарите-у објавили су касније током дана да, иако конкретна супстанца још није позната, клинички налази указују на тровање супстанцом из групе нервних агенаса познатих као инхибитори холинестеразе и да ће вршити даље тестове како би открили тачну супстанцу. Доказ би могао доћи са објављивањем започетог лабораторијског испитивања.
Од 2. септембра 2020. Наваљни је био у медицински индукованој коми. Немачки лекари су рекли да ако се опорави, не могу се искључити трајни ефекти. Др Мураковски је написао писмо Цхарите-у, захтевајући да покажу лабораторијске податке о тровању инхибитором холинестеразе, наводећи да лекари у његовој болници нису нашли такве доказе. Он је навео да се смањење холинестеразе могло десити или узимањем једињења или природним путем, такође је објавио наводну независну анализу која не открива инхибиторе холинестеразе. Потврдио је да му је дао атропин, који се користи за сузбијање одређених нервних агенаса и тровања пестицидима, али је тврдио да разлози нису повезани са тровањем.
Новински медији су 10. септембра известили да је појачана полицијска заштита испред болнице Шарите, да је Наваљни поново могао да говори, али је Навалнијева портпаролка описала извештаје о његовом брзом опоравку као „преувеличане“.
Болница Шарите је 14. септембра саопштила да је Наваљни скинут са респиратора и да може да устане из кревета. Болница је први пут саопштила да је саопштење објавила након консултација "са пацијентом и његовом супругом", а не само са супругом.
Портпаролка Наваљног је 15. септембра рекла да ће се Наваљни вратити у Русију. Наваљни је такође објавио слику из болничког кревета на друштвеним мрежама први пут од тровања. Кремљ је одбацио сусрет Наваљног и Путина.
Дана 22. септембра, лекари у болници Шарите прогласили су га довољно здравим да буде отпуштен из болничке неге.
Док се опорављао након отпуштања из болнице Шарите, Наваљни је изјавио: „Тврдим да је Путин стајао иза злочина и немам друго објашњење за оно што се догодило. Само три особе могу да издају наређења да се спроведу „ активне мере “ и користе Новичок ... [али] директор ФСБ Александар Бортников, шеф спољне обавештајне службе Сергеј Наришкин и директор ГРУ не могу да донесу такву одлуку без Путиновог наређења.“

## Истрага

### Први кораци које су предузели чланови тима Наваљног
Запослени у Фондацији за борбу против корупције (ФБК) у Томску, сазнавши за тровање, рекли су администрацији хотела у коме је Наваљни одсео да је могао бити отрован „нечим из мини бара“ и добили су дозволу да прегледају његову собу. Увиђај је обављен у присуству управника хотела и адвоката и снимљен је. Навалнијеви сарадници су из собе однели његове личне ствари, укључујући неколико пластичних флаша за воду. Руководилац истражног одељења ФБК Марија Певчих је накнадно одвезла ове боце у Немачку истим медицинским авионом којим је превезен и сам Наваљни и предала их немачким специјалистима. Иако је члан тима Наваљног задржао контролу над флашом, за њу не постоји званични ланац надзора.
Истог дана, 20. августа 2020. године, адвокати Наваљног су уложили жалбу Истражном комитету Русије и захтевали покретање кривичног поступка у складу са члановима 30, 105 и 227 Кривичног закона Руске Федерације.

### Истрага немачких власти
По пријему Наваљног у одељење интензивне неге болнице Шарите, урађена је токсиколошка анализа и скрининг на лекове у узорцима крви и урина пацијента. Идентификовано је неколико лекова, укључујући атропин, чије присуство се приписује претходном лечењу у Омску. Испитивање статуса холинестеразе обављено је у екстерној лабораторији и није показало практично никакву активност ацетилхолинестеразе у еритроцитима, што је служило као јак доказ у прилог изложености инхибитору холинестеразе. Присутни Навалнијеви лекари из Шарите обратили су се стручњацима Бундесвера за помоћ да провере да ли је Наваљни отрован хемијским агенсом.
Немачка влада је 2. септембра 2020. објавила да су научници Института за фармакологију и токсикологију Бундесвера добили недвосмислен доказ да је Наваљни отрован нервним агенсом типа Новичок . Иако немачка влада није открила никакве техничке детаље о тачној процедури идентификације Новичока, као ни конкретну формулу отрова, Марк-Мајкл Блум, стручњак за тестирање хемијског оружја и бивши службеник ОПЦВ-а, сугерисао је да је аналитичка процедура коју користе немачки хемичари слична оној која се користи за идентификацију тровања сарином на нивоу поуздане идентификације делова по милијардама пои. Његово мишљење је у сагласности са мишљењем Палмера Тејлора, фармаколога са Универзитета Калифорније у Сан Дијегу.
Трагови нервног агенса Новичок пронађени су у крви и урину, као и на узорцима коже Наваљног. Трагови отрова пронађени су и на једној од Наваљнијевих боца, која је претходно предата берлинским лекарима, и на неким другим неоткривеним предметима. Стручњаци сугеришу да је Наваљни пио из ње након што је отрован и оставио трагове на њој. Тим Наваљног сугерисао је да је он вероватно отрован пре него што је напустио хотел. Такође је наведено да је пре одласка из Русије одећу Наваљног запленила руска влада.
Бруно Кал, шеф немачке спољне обавештајне службе, открио је да је агент Новичок идентификован на основу резултата Наваљног токсикологије био „тврђи“ облик него што је раније виђено.
Резултати истраживања Института за фармакологију и токсикологију Бундесвера предати су ОПЦВ.
Болница Шарите, уз сагласност Наваљног, објавила је научни чланак под насловом „Тровање нервним агенсом Новичок“ у рецензираном медицинском часопису Тхе Ланцет . У чланку је 14 лекара описало Навалнијеве клиничке детаље и ток лечења. Лекари су такође потврдили да је тешко тровање узрок Наваљног стања: „Лабораторија немачких оружаних снага коју је одредила Организација за забрану хемијског оружја идентификовала је органофосфорни нервни агенс из групе Новичок у узорцима крви прикупљеним одмах након пријема пацијента у Шарите . Такође су изразили мишљење да је Наваљни преживео захваљујући благовременом лечењу  и претходном добром здрављу. Након објављивања, Наваљни је рекао да су докази о тровању које је Путин тражио сада доступни целом свету.

### Посета техничке помоћи од стране ОПЦВ тима
Дана 3. септембра 2020. године, Организација за забрану хемијског оружја (ОПЦВ) примила је од немачке владе захтев за помоћ у складу са Конвенцијом о хемијском оружју . Тим инспектора је посетио болницу Шарите, састао се са Наваљним, потврдио његов идентитет и директно надгледао и пратио узимање узорака крви и урина, које је спроводило болничко особље у складу са процедуром ОПЦВ. Узорци, који су се чували под надзором ОПЦВ-а,  су пребачени у две сертификоване лабораторије које је одредио генерални директор ОПЦВ.
Истраживачи у две лабораторије које је ОПЦВ одредио, лабораторији у Бушеу, подређеној Генералној дирекцији за оружје  и Умеу, подређеној Шведској агенцији за одбрамбена истраживања, потврдили су тровање Наваљног агенсом Новицхок. Дана 6. октобра 2020., ОПЦВ је саопштила да су резултати тестирања узорака добијених од Наваљног потврдили присуство нервног агенса Новичок.
Тачна структура укљученог агенса није јавно откривена, али према горе наведеној најави, једињење дели структурне сличности са А-232 (пример једињења за табелу 1.А.14) и А-242 (пример једињења за распоред 1.А.15). Наглашено је да је свака употреба хемијског оружја „за осуду и потпуно супротна правним нормама које је успоставила међународна заједница“. Специјални известилац Уједињених нација за вансудска погубљења Ањес Каламар и специјални известилац УН за унапређење и заштиту права на слободу мишљења Ирен Кан потврдиле су да намеравају да истраже тровање Наваљног на његов захтев.

### Додатне информације доступне су из полузваничних или анонимних извора
Према Дие Зеит-у и Дер Спиегел-у, у тровању Наваљног коришћена је „нова и побољшана верзија агента Новичок, која се до сада није сусрела у свету“. Ова нова врста Новицхока је токсичнија и опаснија од својих раније познатих варијанти, али делује спорије. Било је планирано да Наваљни погине у авиону, али је преживео „захваљујући низу успешних случајности: брзој реакцији пилота који је принудно слетео и лекара у Омску, који су Наваљном одмах убризгали атропин “. Немачки стручњаци дошли су до закључка да су само руске специјалне службе могле да користе тако „смртоносни и сложени отров”. За стварање бинарног хемијског оружја ове врсте потребна је посебна лабораторија; нису га могли синтетизовати обични злочинци. Немачка страна је одбацила верзију о тровању Наваљног од стране страних специјалних служби, јер би то било „незамисливо” у условима сталног праћења Наваљног од стране Федералне службе безбедности (ФСБ) Русије: „Све ово нам омогућава да извучемо само један веродостојан закључак: Кремљ је дао налог да се отарасе нежељених критика.
Извор у немачким специјалним службама рекао је за Њујорк тајмс да је, према немачким стручњацима, Наваљног отровао Новичок у облику праха раствореног у течности, највероватније у чају који је пио на руском аеродрому. С обзиром на то да је отров пронађен и на бочици из хотелске собе Наваљног, The New York Times је закључио да је могао бити отрован два пута. Парламентарна скупштина Савета Европе именовала је Жака Мера за специјалног известиоца за тровање Наваљног.
Дана 13. децембра 2020, чланак Тхе Сундаи Тимес-а, цитирајући анонимне обавештајне изворе, известио је да је Наваљни отрован други пут док је био у болници у Омску; Сматра се да је претходна примена антидота атропина као одговора на прво тровање спасила живот Наваљном тако што је спречила другу дозу Новичока. Специјалисти су Новичока пронашли на политичаревом доњем вешу и одећи, укључујући и на појасу. Отров је дошао на ствари након што су обавештајци ушли у хотелску собу Наваљног у Томску.

### Белингкет иИнсајдерзаједничка истрага
Дана 14. децембра 2020. године, Беллингцат и Тхе Инсидер, у сарадњи са ЦНН-ом, Дер Спиегелом  и Фондацијом за борбу против корупције, објавили су заједничку истрагу у којој су агенти руске Федералне службе безбедности (ФСБ) умешани у тровање Наваљног. Истрага је детаљно обухватила специјалну јединицу ФСБ специјализовану за хемијске супстанце, а истражитељи су пратили припаднике јединице користећи телекомуникационе и путне податке. Истог дана, Наваљни је објавио нови видео и твитовао: „Случај затворен. Знам ко је покушао да ме убије. Случај у вези са мојим покушајем убиства је решен. Знамо имена, знамо чинове и имамо фотографије. Према истрази, Наваљни је од 2017. године био под присмотром групе од осам оперативаца из јединице, а можда је било и ранијих покушаја да се отрује. Путни подаци наводних службеника ФСБ-а објављени су. На питање о истрази, Путин је то назвао "легализацијом материјала америчких обавештајних агенција" и потврдио да руски безбедносни агенти прате Наваљног, тврдећи да Наваљног подржавају амерички обавештајци и негирајући да је отрован.
У јануару 2021, Белингкет је у одвојеној заједничкој истрази са Дер Спиегел-ом повезао јединицу која је пратила Наваљног и наводно га отровала са смрћу два друга активиста, укључујући Тимура Куашева 2014. и Руслана Магомедрагимова 2015. године, као и потенцијално политичара Никите Исајева, већ Никите Исајева у 2015. „апсолутно лојалан” Кремљу и није било мотива да га убије ФСБ.
Према Белингкет-у, иста јединица ФСБ је била умешана у убиство Бориса Немцова и тровања Владимира Кара-Мурзе и Дмитрија Бикова.

#### Телефонски разговор са агентом ФСБ
Након истраге, али пре њеног објављивања, Наваљни је снимио свој телефонски разговор са Константином Борисовичем Кудрјавцевом, оперативцем ФСБ-а који је наводно био умешан у његово тровање. Снимак је објављен 21. децембра 2020. Током телефонског разговора, Наваљни се представљао као помоћник секретара Савета безбедности Русије Николаја Патрушева, претварајући се да извештава Кудрјавцева о операцији и тражећи детаље о томе зашто је мисија пропала. Истражитељи су користили софтвер за лажирање ИД-а позиваоца да би позив изгледао као да долази са радног телефонског броја ФСБ-а. Кудрјавцев је несвесно признао да је агент Новичок био нанесен на Наваљнијев доњи веш док је боравио у хотелу у Томску ; али док их је Наваљни носио за лет како је планирано, отров се очигледно апсорбовао преспоро. Он је приписао преживљавање Наваљног пилотима који су преусмерили лет и лекарима у Омску који су дали противотров „скоро одмах“. Након Навалнијеве медицинске евакуације у Немачку, овај човек је рекао да је послат да преузме Наваљнијеву одећу како би она била третирана како би се уклонили трагови Новичока пре него што би је могли да тестирају независни стручњаци. ФСБ је касније одбацио снимак телефонског разговора Наваљног као фалсификат, назвавши га „провокацијом“ која „не би била могућа без организационе и техничке подршке страних специјалних служби“. Међутим, Беллингцат је организовао да његови представници буду присутни током позива, и они су били; постоје непосредни сведоци, поред објављених аудио и визуелних записа позива.

### Руска државна истрага
Руска полиција и Министарство унутрашњих послова саопштили су 27. августа 2020. да су покренули рутинску прелиминарну истрагу о тровању, прегледајући хотелску собу и безбедносне снимке. Руска полиција саопштила је да је прикупљено преко 100 потенцијалних доказа. Тужиоци су тврдили да након прелиминарне истраге није било потребе за даљом истрагом, тврдећи да нису пронађени знаци да је почињено кривично дело.

### Каснији развој догађаја
У јануару 2021. Наваљни се вратио у Русију и одмах је притворен због оптужби да је прекршио услове условног отпуста док је био хоспитализован у Немачкој. Након његовог хапшења, широм Русије одржани су масовни протести . У фебруару 2021. године условна му је казна замењена казном затвора од преко две и по године, а његове организације су касније проглашене за екстремистичке и ликвидиране. У марту 2022, Наваљни је осуђен на додатних девет година затвора након што је проглашен кривим за проневеру и непоштовање суда у новом суђењу које је Амнести интернешенел описао као лажно; његова жалба је одбијена и у јуну је пребачен у затвор високе безбедности. У августу 2023. Наваљни је осуђен на додатних 19 година затвора због оптужби за екстремизам.
У децембру 2023. Наваљни је нестао из затвора скоро три недеље. Поново се појавио у поправној колонији Арктичког круга у Јамало-Ненечком аутономном округу. Дана 16. фебруара 2024, руска затворска служба је известила да је Наваљни умро у 47. години.

## Мишљења лекара и научника

### Мишљења научника који су учествовали у развоју Новичока

#### Владимир Угљов
Један од програмера супстанци као што је Новицхок, Владимир Угљов, рекао је да „верује немачким специјалистима 100%“ и сугерисао да је отров испоручен коришћењем „раствора (на пример, у диметилформамиду) чврстог аналога А-234, односно чврстог А-242, који је примењен на доње одеће које је примењивало на одећу која је брзо деловала на супстанцу Навал плус. (на пример, клонидин).“  Угљов је сугерисао да је Новичок нанесен на Наваљнијев веш у хотелској соби и да је отров ушао у његово тело неколико сати пре поласка. Према научнику, Наваљни је примио око 20% смртоносне дозе. Угљов је сугерисао да су организатори одлучили да отрују Наваљног Новичоком, јер су погрешно веровали да ће ову супстанцу бити немогуће открити. Угљов је такође изнео мишљење да руска лабораторија није могла да открије Новичок у биолошким узорцима добијеним од Наваљног јер су "немачки специјалисти имали модернију опрему и инструменте за одређивање таквих количина, који су узети из Алексејеве крви. А они који су радили тестове у Москви имали су много слабију опрему и тестови су показали одсуство супстанце". Након објављивања независне истраге коју је спровео Наваљни, у којој се претпостављало да су Алексеј и његова супруга Јулија могли раније бити подвргнути покушајима тровања, Угљов није искључио да је Наваљни могао да се сусреће са Новичоком три пута, у претходним случајевима примајући мале дозе недовољне за смртоносни исход.

#### Вил Мирзаианов
Специјалиста за хемијско оружје Вил Мирзајанов, који је радио у ГосНИИОКхТ- у и 1990-их открио развојни програм Новичока у СССР-у и Русији, сложио се са закључцима специјалне лабораторије Бундесвера и предложио да су најновије верзије Новичока коришћене за тровање Наваљног: једињења А-2622 или А- . Мирзајанов је такође изјавио да су симптоми које је Наваљни описао 19. септембра упоредиви са онима за које је знао за сличне случајеве.

#### Леонид Ринк
Један од програмера агента Новицхок, Леонид Ринк, изјавио је да је Новицхок коришћен за тровање Наваљног „био би мртав, а не остављен у коми“ и сугерисао да је оно што се Наваљном догодило напад акутног панкреатитиса. Доктор Јарослав Ашихмин, који је лечио Наваљног, касније је ову позицију одбацио као „бесмислицу“, пошто у крви Наваљног није пронађено повећање ензима панкреаса. Друга провера чињеница је истакла најмање три случаја људи отрованих Новичоком који су преживели (Андреј Железњаков, Сергеј и Јулија Скрипал) чији су симптоми били веома конзистентни са симптомима Наваљног. Ринк је такође изнео теорију да се Наваљни отровао у „великој позоришној представи“ или да су Немци копирали Новичока, а затим отровали Наваљног у Немачкој, не пруживши никакве доказе за те теорије. Ринк је такође раније (2018.) поновио теорију изнесену у руским државним медијима да су Британци могли да стоје иза тровања Сергеја Скрипаља . Такође је 1995. године признао да је продао Новичока криминалној банди за 1500 долара, али никада није осуђен.

### Мишљења других лекара и научника
Реаниматолог ( анестезиолог) Борис Теплих, један од учесника конзилијума руских лекара који су лечили Наваљног првих дана након тровања, рекао је у интервјуу за Медузу да су руски специјалисти Московског медицинског центра судске медицине тражили органофосфате и трагове холинестеразе, али нису пронашли инхибиторе. Теплих је објаснио разлику у резултатима тестова руских и немачких специјалиста чињеницом да смо „радили са форензичким токсиколозима, а они [Немци] су радили са суперхемичарима који се баве хемијским ратним агенсима. Мало другачије ствари“.
Лекар Наваљног Анастасија Васиљева изјавила је на ТВ каналу РТВИ да сви симптоми Наваљног јасно указују на тровање органофосфатима . Чињеница да она, као лекар који присуствује, два дана није смела да прегледа Алексеја, нити да приступи консултацијама и медицинској документацији, по њеном мишљењу, указује на то да су од ње покушали да сакрију симптоме тровања, на основу чега је закључила да су омски лекари добили упутства да ћуте.
Енди Смит, професор одељења за токсикологију на Универзитету у Лестеру, приметио је да би било тешко идентификовати специфичну токсичну супстанцу у телу Наваљног након неколико дана, мада не и немогуће, с обзиром на недавна достигнућа у аналитичкој хемији . Такође је приметио да иако је Наваљни, уз помоћ атропина и других лекова, преживео акутну фазу тровања, инхибиција холинестеразе може довести до појаве неуродегенеративних и неуропсихијатријских болести. По његовом мишљењу, управо су на то рачунали тровачи.
Шеф Института за токсикологију у Минхену, професор Мартин Гетлихер, у интервјуу за Дојче веле, приметио је да је симптоматологија Наваљног у многоме слична оној код тровања Сергеја и Јулије Скрипал . На пример, у оба случаја, пацијенти су стављени у вештачку кому око три недеље да би се обновила холинестераза . Гетлихер је објаснио и да када је Наваљни био отрован, они око њега нису нужно морали да пате, као што је био случај са Скрипалима, јер Новичок може бити уљаста течност која испарава или се слабо шири, у зависности од тога како је супстанца доспела у тело и у којој количини.
Немачки биохемичар др Марк-Мајкл Блум, који је раније био на челу лабораторије ОПЦВ,, као и тим који истражује тровање Сергеја и Јулије Скрипал, потврдили су да када је Наваљни отрован Новичоком, они око њега нису могли да страдају, што указује на степен ове супстанце или експоз на степену Блу. његов улазак у тело Наваљног био је сувише низак, или да нико у околини није дошао у контакт са епицентром отрова. Блум је похвалио рад лабораторије Института за фармакологију и токсикологију Бундесвера, која је прва потврдила тровање Наваљног од стране Новичока (Блум је тамо радио 2006–2010). Блум је категорички негирао да су лабораторије ОПЦВ могле да се упусте у завере и да су било којом политичком вољом фалсификовали резултате хемијских анализа. Након што је ОПЦВ објавила сопствени извештај, Блум је изјавио: „пет лабораторија... сертификованих од ОПЦВ... урадило је иста испитивања и дошло до истог резултата“, да је „Наваљни отрован хемијским агенсом“. Блум је потврдио да се „употреба хемијског оружја“ и „кршење Конвенције о хемијском оружју “ не одређују присуством супстанце на Листи супстанци из Пописа 1 (ЦВЦ) : „на крају, нема потребе да супстанца буде на листи – ствар је у томе како ће се користити“.
Борис Жујков, доктор хемије и шеф лабораторије Института за нуклеарна истраживања Руске академије наука, објаснио је да, иако се Новичок релативно брзо (на пример, за неколико дана) може разградити у организму, када се разложи, за собом оставља специфична једињења која садрже фрагменте молекула Новичока, помоћу којих је могуће утврдити не само супстанцу из ове супстанце, већ и утврдити из ове групе. коришћени. Руски тим је навео да у својим анализама узорака Наваљног није пронашао самог Новичока, док је немачка лабораторија пронашла трагове Новичоковог присуства. Жујков је објаснио да ове изјаве не морају нужно бити у супротности једна са другом: „сама супстанца заиста више није ту, али су продукти интеракције остали“. Савремене методе анализе (првенствено масена спектрометрија у комбинацији са хроматографијом) омогућавају детекцију таквих хемијских нуспроизвода са веома високом осетљивошћу (на пример, лако откривање присуства 1 мг отрова у људском телу тежине 70 кг), а детекција ових нуспроизвода може недвосмислено идентификовати оригиналну отровну супстанцу. Такву опрему имала је немачка лабораторија Бундесвера, која је анализирала узорке Наваљног.
Група од шест водећих западних стручњака у области токсикологије и хемијског оружја, у интервјуу за Руски сервис Би-Би-Си, прокоментарисала је да је хитна медицинска помоћ спасила живот Наваљном: дат му је антидот атропин (можда превентивно) и подршку за дисање. Научници су објаснили да није било других жртава тровања Наваљног јер је само Наваљни примио високу дозу отровне супстанце и био је у дужем контакту са њом. Стручњаци су такође рекли да је на тржишту немогуће пронаћи компоненте неопходне за производњу Новичока (неке компоненте су и саме под забраном Конвенције о хемијском оружју), а такве отрове могу да производе само војне лабораторије, јер је за то потребна посебна опрема и посебни безбедносни услови.
У новембру 2021. године објављено је саопштење 55 држава чланица ОПЦВ које осуђује употребу „токсичне хемикалије као оружја“ против Наваљног, потврђује присуство инхибитора холинеазе у складу са серијом „Новичок“ и позива Русију да пружи одговоре на питања ОПЦВ, на шта Русија није успела да уради од 2020.

## Реакције
Вест о тровању Наваљног изазвала је пад рубље у односу на долар и евро.
Портпарол УН Стефан Дижарик је 20. августа изразио забринутост због Наваљнијеве „изненадне болести“. Амерички председник Доналд Трамп рекао је да САД прате извештаје о лидеру руске опозиције. Амерички саветник за националну безбедност Роберт О'Брајен рекао је да извештаји о могућем тровању Наваљног изазивају "екстремну забринутост" у Вашингтону.
Канцеларија високог комесара Уједињених нација за људска права саопштила је 21. августа да очекује да ће Наваљни добити одговарајућу медицинску помоћ. Немачка влада је саопштила да постоје озбиљни разлози за сумњу да је дошло до тровања и позвала је да се Навалном пружи свака медицинска помоћ која би могла да га спасе. Шеф Европског савета Шарл Мишел изразио је забринутост због стања Наваљног. Француски председник Емануел Макрон изјавио је да је Француска спремна да понуди „сву неопходну помоћ... у погледу здравствене заштите, азила, заштите“ Наваљном и његовој породици и затражио разјашњење околности око инцидента. Немачка канцеларка Ангела Меркел је такође понудила сву неопходну медицинску помоћ у немачким болницама. Амнести интернешенел је позвао на истрагу о наводном тровању. Према Џону Сиферу, бившем шефу станице ЦИА у Москви, „Било да је Путин лично наредио тровање или не, он стоји иза свих и свих напора да се одржи контрола путем застрашивања и убиства“.
Немачка канцеларка Ангела Меркел и министар спољних послова Хајко Мас су 24. августа у заједничком саопштењу позвали руске власти да детаљно и што је могуће транспарентније разјасне све околности инцидента и да идентификују и кривично гоне одговорне. Шеф дипломатије ЕУ Жозеп Борел рекао је да руске власти треба одмах да почну независну и транспарентну истрагу о тровању Наваљног.
Француски министар спољних послова Жан-Ив Ле Дријан рекао је 25. августа да Француска, на основу прелиминарног закључка лекара клинике Шарите о тровању Наваљног, сматра инцидент кривичним делом и тражи да се пронађу и казне одговорни.
Заменик државног секретара САД Стивен Биган изразио је дубоку забринутост због стања Наваљног, као и утицаја извештаја о његовом тровању на цивилно друштво у Русији. Амерички дипломата је такође истакао важност транспарентности и слободе говора у свакој демократској држави. Биган је рекао да би „ако се потврди тровање Наваљног, САД могле да предузму кораке који би премашили одговор Вашингтона на налазе о руском мешању у америчке председничке изборе 2016. године“.
Наведено је да је 25. августа бизнисмен Јевгениј Пригожин, који је имао везе са Путином и који је добио надимак „Путинов кувар“, рекао да намерава да спроведе судску одлуку претходне године према којој је Наваљни, његова сарадница Љубов Собол и његова Фондација за борбу против корупције морали да плате 88 милиона штете компаније С Молковски у вези са видео снимком у истрази. Пригожин је купио дуг да би му Наваљни и његов сарадник директно дуговали. Компанија је цитирала Пригожина да је рекао „намеравам да скинем одећу и обућу овој групи бескрупулозних људи“ и да ће Наваљни, ако преживи, бити одговоран „у складу са пуном строгошћу руског закона“.
Британски премијер Борис Џонсон и генерални секретар НАТО-а Јенс Столтенберг придружили су се 26. августа захтевима за транспарентну истрагу. Према Џонсону, тровање Наваљног је „шокирало свет“, а Столтенберг није видео разлог да доводи у питање закључке лекара Шарите.
Дана 2. септембра, након што је немачка влада званично објавила да је фармацеутска и токсиколошка лабораторија Бундесвера пронашла трагове отрова из групе Новичок у телу Алексеја Наваљног, Немачка канцеларка Ангела Меркел издала је саопштење у којем је тровање Наваљног назвала покушајем да га ућутка, а Навалног је покушала да ућутка: „С цела немачка влада то најоштрије осуђујем“. Меркелова је рекла да је „господин Наваљни био жртва злочина“ који „покреће веома озбиљна питања на која само руска влада може и мора да одговори“. Европска служба за спољне послове је у саопштењу осудила тровање и навела да је „од суштинског значаја да руска влада детаљно и на транспарентан начин истражи покушај убиства господина Наваљног”. Борис Џонсон је захтевао да Русија пружи објашњење и рекао да сматра да је „нечувено да је хемијско оружје употребљено против Алексеја Наваљног”. Он је обећао да ће „радити са међународним партнерима како би се осигурало да правда буде задовољена”. Жан-Ив Ле Дријан осудио је „шокантну и неодговорну“  употребу средства за тровање Новичок и рекао да је то кршење забране употребе хемијског оружја. Италијанско Министарство спољних послова је „силом осудило” тровање Наваљног, назвало овај чин „злочином” и, изражавајући „дубоку забринутост и огорчење”, затражило објашњење од Русије.
Стивен Биган је изјавио да САД сматрају немачки закључак о употреби „Новичока“ „веома веродостојним“ и „дубоко забрињавајућим“. Шеф кабинета Наваљног Леонид Волков изјавио је да је „2020. тровање Наваљног Новичоком исто што и оставити аутограм на месту злочина“.
Европски савет је 3. септембра назвао инцидент „покушајем атентата“. Након што је њемачка влада закључила да је Наваљни отрован Новичок, супруга британског полицајца Ника Бејлија, који је био изложен Новичоку након тровања Сергеја и Јулије Скрипал, твитовала је: „Било је скоро2 1⁄2 године након догађаја у Солсберију и није било правде за Даун и њену породицу и није било правде за Скрипалове, Чарлија или нас. И сада се то поново догодило." 
Јенс Столтенберг је 4. септембра изјавио: „Поновно смо виђали нападе опозиционих лидера и критичара руског режима и угрожених њихових живота. Неки су чак и убијени. Дакле, ово није само напад на појединца, већ на основна демократска права. То је озбиљно кршење међународног права, које захтева међународни одговор“. Такође је затражио од руских власти да у потпуности сарађују са непристрасном међународном истрагом.
Доналд Трамп је 5. септембра најавио да би Сједињене Државе ускоро требало да добију документе из Немачке о случају Наваљни, што ће омогућити Вашингтону да утврди свој став. Он је напоменуо да нема разлога да доводи у питање закључке Немачке да је Наваљни отровао Новичок и нагласио да би га то наљутило ако се чињеница тровања потврди.
Хајко Мас је 6. септембра рекао да Немачка планира да разговара о могућим санкцијама против Русије ако Кремљ ускоро не пружи објашњење, рекавши да све санкције треба да буду „циљане“. Мас је рекао и да постоји „неколико индиција“ да руске власти стоје иза тровања. Он је рекао и да би недостатак подршке Русије у истрази могао да „натера” Немачку да промени став о гасоводу Северни ток 2 од Русије до Немачке.
Високи комесар УН за људска права Мишел Бачелет позвала је 8. септембра „да спроведе, или у потпуности сарађује са њом, темељну, транспарентну, независну и непристрасну истрагу, након што су немачки специјалисти рекли да имају „недвосмислен доказ“ да је он отрован нервним агенсом „Новичок“.
У извештају из марта 2021. године, Оперативна група Еаст СтратЦом Европске службе за спољне послове регистровала је пораст лажних информација које се шире у Русији о Немачкој као резултат погоршања немачко-руских односа који су настали од напада отровом. У 2020. Радна група је пријавила преко 300 случајева лажних информација усмерених на Алексеја Наваљног, док се већина случајева појавила након тровања.

### Коментари политиколога и социолога
Политиколог Николај Петров, виши сарадник Краљевског института за међународне односе (Цхатхам Хоусе) и професор политичких наука на Високој школи економије, коментаришући тровање Наваљног за Њујорк тајмс, приметио је да у Кремљу „нико други не изазива такво непријатељство и страх као Наваљни“. То значи да „постоји веома дуга листа потенцијалних непријатеља“ који би могли да пожеле смрт Наваљног, или бар желе да га онеспособе. Међутим, Наваљни је толико истакнута личност у Русији да се нико од његових личних непријатеља не би усудио да предузме тако радикалне мере против њега без, „барем, прећутног пристанка Путина“. Према Петровим речима, у Русији постоји систем „као у мафији: ништа не може да се уради без одобрења и гаранција имунитета од шефа. Не кажем да је Путин директно наредио његово тровање, али нико не може да делује а да се не увери да је газда срећан и да их казни“.
Мишљење да је Путин лично умешан у тровање Наваљног изнео је и доктор историјских наука, политиколог Валериј Соловеј. Према његовом мишљењу, такве операције се не могу изводити а да за њих не зна Путин, који је барем знао за планове тровања. Соловеј такође верује да ће они по повратку у Русију наставити да врше финансијски притисак на Наваљног и да ће покушати да „погоди све његове везе, све са којима сарађује и сарађује“.
Марк Галеоти, експерт за руске специјалне службе и професор емеритус на Универзитетском колеџу у Лондону, приметио је у интервјуу за Дојче веле да је употреба Новичока доказ да је или држава или „неко са високим степеном моћи и ауторитета у држави“ умешан у покушај тровања Наваљног. Према Галеотију, ако мере које је Запад предузео као одговор на ово тровање не буду ефикасне, онда ће Москва наставити да спроводи такве операције.
Бивши немачки амбасадор у Русији и бивши потпредседник Савезне обавештајне службе Немачке Рудигер вон Фритсцх, коментаришући неактивност Руске Федерације у истрази тровања Наваљног, рекао је: „Већ више од три недеље смо у ситуацији да Русија ни на који начин не помаже у истрази, већ само украдено износи веома оптужбе ... гласно, показујући у другом правцу. Сценарио је исти: укори, пребацивање терета на друге, претње, исмевање.
Професор Универзитета Рутгерс, социолог Сергеј Ерофејев рекао је да је група професора са бројних признатих универзитета номиновала Наваљног за Нобелову награду за мир јер је дао значајан допринос борби за људска права. Ерофејев је приметио да иако сама идеја о таквој номинацији није нова, она је добила посебну важност у вези са тровањем Наваљног.
Пензионисани генерал ФСБ Evgeniy Savostyanov је рекао да је тровање Наваљног „чин државног тероризма“, у који су умешани „председник и његове специјалне службе“.
Истраживач руских оружаних снага и специјалних служби Марк Галеоти, коментаришући телефонски разговор између Наваљног и агента ФСБ, рекао је да је Наваљни успео да „покаже колико је тајних информација доступно на даркнету — бројеви телефона, имена, све остало. И да све то може да се користи за идентификацију појединаца. И шта више, да их наведе да причају о свом послу“.

### Анкете
Према анкетама које је спровео Левада центар у децембру 2020. године, 78% руских испитаника чуло је за тровање Наваљног. 30% испитаника сматра да тровања уопште није било и да је у питању макета, 19% се определило за провокацију западних специјалних служби, 15% се определило за покушај власти да елиминише политичког противника. 7% испитаника види личну освету неком од људи укључених у Наваљнијеве истраге, 6% борбу унутар руске опозиције, а 1% верује у здравствене проблеме, случајно тровање или уобичајено тровање. 4% сматра да су други разлози вероватнији, а 19% сматра да је тешко одговорити на питање. Постоји значајна корелација између веровања у тровање од стране власти и старости, извора информација и односа према власти уопште.

### Филм
Објављен је документарни филм Наваљни из 2022. у режији Данијела Роера који препричава дане који су претходили, током и након покушаја атентата.
На веб локацији агрегатора рецензија Ротен Томатос, 99% од 97 критика критичара је позитивно, са просечном оценом 8,4/10. Консензус веб-сајта гласи: „ Наваљни је документарац који је задивљујући као и сваки трилер – али борба у стварном животу против ауторитарности коју детаљно описује је смртно озбиљна. Метацритиц, који користи пондерисани просек, доделио је филму оцену 82 од 100, на основу 22 критичара, што указује на „универзално признање“.
Критичар Гардијана Фил Харисон доделио му је 5/5 звездица називајући га „... једном од најневероватнијих ствари којима ћете икада бити сведоци“, а „овај застрашујући документарац улази у царство натегнутог шпијунског трилера – а ипак је све истина“. Филмски критичар Њујорк тајмса Бен Кенигсберг додао је филм на „Листу критичара” и такође га похвалио рекавши да је „Роер сакупио напет и упијајући поглед на Наваљног и његов ужи круг”.